# 룽팅구

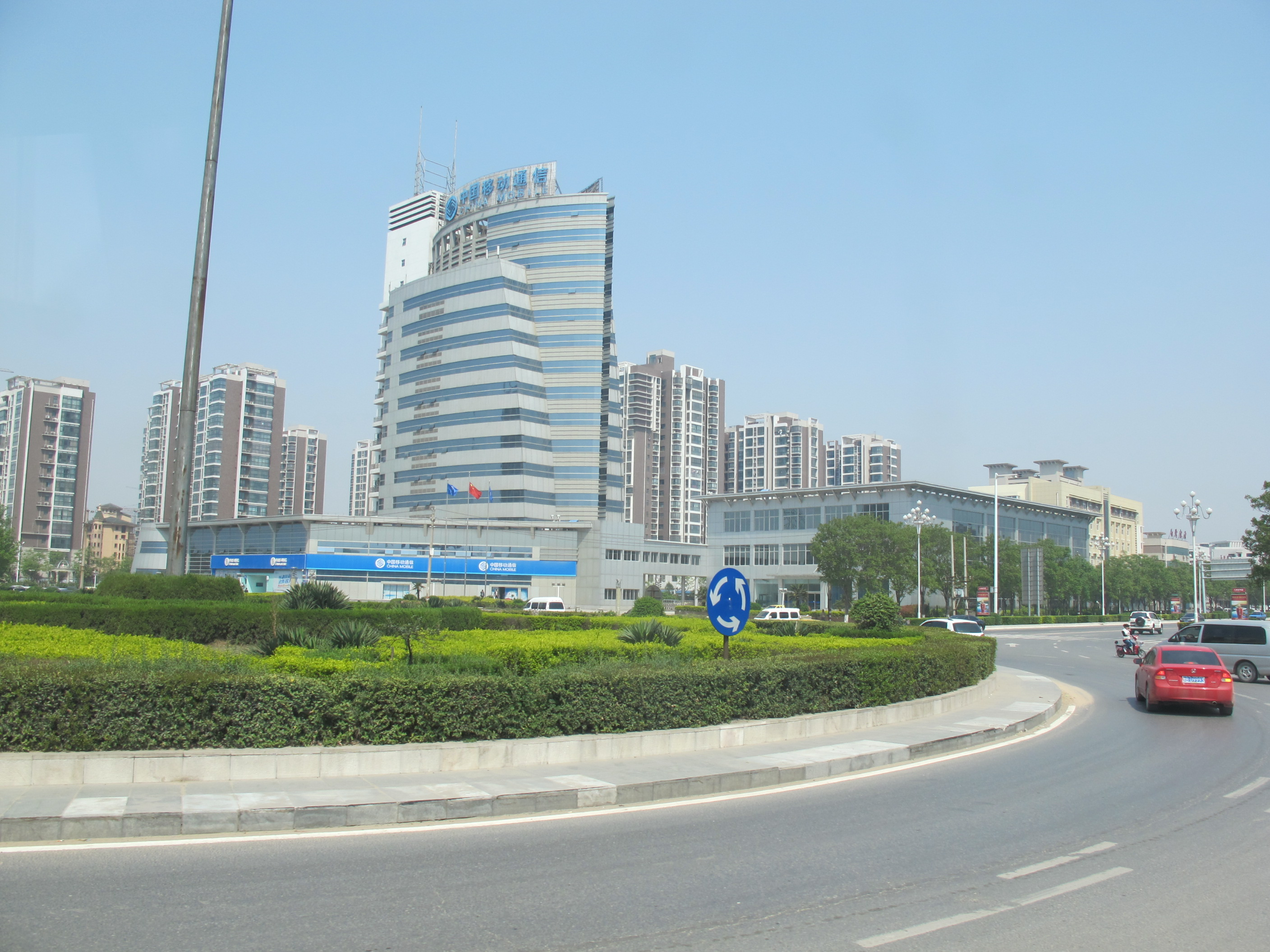

룽팅구(한국어: 용정구, 중국어: 龙亭区, 병음: Lóngtíng Qū)는 중화인민공화국 허난성 카이펑 시의 현급 행정구역이다. 넓이는 345km2이고, 인구는 2016년 기준으로 360,000명이다.

## 행정 구역
6개 가도, 2개 향을 관할한다.
- 가도: 午朝门街道、北书店街道、大兴街道、北道门街道、城西街道、梁苑街道
- 향: 北郊乡, 柳园口乡.